# Love Me (álbum)
Love Me es el cuarto álbum de la cantante estadounidense Yvonne Elliman, lanzado en 1977 bajo el sello RSO. Se convirtió en el primer gran éxito de la artista, junto con los hits "Love Me" (original de The Bee Gees), "Hello Stranger" (original de Barbara Lewis) y "I Can't Get You Outa My Mind". Love Me alcanzó el #68 en el Billboard 200.

## Lista de canciones
| N.º | Título                                     | Escritor(es)                     | Duración |  |
| 1.  | «Love Me»                                  | Barry Gibb, Robin Gibb           | 3:22     |  |
| 2.  | «Hello Stranger»                           | Barbara Lewis                    | 3:09     |  |
| 3.  | «I Can't Get You Outa My Mind»             | Beatrice Verdi, Christine Yarian | 3:05     |  |
| 4.  | «I Know»                                   | Yvonne Elliman                   | 3:30     |  |
| 5.  | «Without You (There Ain't No Love At All)» | Beatrice Verdi, Christine Yarian | 4:07     |  |

### Lado B
| N.º | Título                                 | Escritor(es)                                          | Duración |  |
| 6.  | «Good Sign»                            | Carole Bayer Sager, Melissa Manchester, David Wolfert | 2:56     |  |
| 7.  | «She'll Be the Home»                   | Beatrice Verdi, Christine Yarian                      | 3:14     |  |
| 8.  | «(I Don't Know Why) I Keep Hangin' On» | Beatrice Verdi, Christine Yarian                      | 3:01     |  |
| 9.  | «I'd Do It Again»                      | Beatrice Verdi, Christine Yarian                      | 3:02     |  |
| 10. | «Uphill Peace of Mind»                 | Frederick Knight                                      | 4:31     |  |

## Personal
- John Barnes - teclado, percusión
- Robert Bowles - guitarra
- Gary Coleman - percusión
- Paulinho Da Costa - percusión
- Scott Edwards - bajo
- Yvonne Elliman - voz
- James Gadson - batería
- Freddie Perren - sintetizador
- Gary Starbuck - guitarra
- Bob Zimitti - percusión

## Producción
- Producido por Freddie Perren para Grand Slam Productions

## Posicionamiento

### Álbum
| Lista/País (1977) | Posición más alta |
| ----------------- | ----------------- |
| Billboard 200     | 68                |
| Album Top 100     | 33                |

### Sencillos
| Sencillo                       | US | US AC | UK | CAN | NZL | NL |
| ------------------------------ | -- | ----- | -- | --- | --- | -- |
| "Love Me"                      | 14 | 5     | 6  | 11  | 3   | 16 |
| "Hello Stranger"               | 15 | 1     | 26 | 13  | 12  | 20 |
| "I Can't Get You Outa My Mind" | -  | 19    | 17 | -   | -   | -  |